# Claire Marienfeld
Claire Marienfeld, auch Claire Marienfeld-Czesla (* 21. April 1940 in Bingen als Claire Bretz), ist eine deutsche Politikerin (CSU, später CDU).

## Leben
Nach dem Besuch der Volksschule und des Gymnasiums absolvierte Claire Marienfeld eine Ausbildung zur Pharmazeutisch-technischen Assistentin (PTA). In diesem Beruf war sie ab 1960 bis zur Geburt ihres ersten Kindes 1963 tätig. Sie ist verheiratet und hat zwei Söhne von ihrem verstorbenen ersten Mann.
1972 wurde Marienfeld Mitglied der CSU und engagierte sich hier ab 1973 als Vorsitzende der Frauen Union in Gröbenzell (Bayern) und ab 1974 als Stellvertretende CSU-Kreisvorsitzende in Fürstenfeldbruck. Nach dem Umzug der Familie nach Nordrhein-Westfalen trat sie hier 1976 in die CDU ein. Hier war sie dann ab 1977 Vorsitzende der Frauen Union in Detmold und ab 1990 Mitglied im CDU-Landesvorstand von Nordrhein-Westfalen. Von 1990 bis 1995 war Marienfeld Mitglied des Deutschen Bundestages und in dieser Zeit auch Mitglied der Parlamentarierversammlung der KSZE. Sie war zuletzt (13. Wahlperiode 1994) über die Landesliste Nordrhein-Westfalen in den Deutschen Bundestag eingezogen. Vom 28. April 1995 bis zum 11. Mai 2000 war Marienfeld – als erste Frau sowie erster Ungedienter – Wehrbeauftragte des Deutschen Bundestages. In dieser Funktion sprach sie im Jahr 1995 aufgrund einer gestiegenen Anzahl von Kriegsdienstverweigerern von einer „Generation von Egoisten“. Von 2001 bis 2010 war Marienfeld-Czesla Präsidentin der Gesellschaft für Sicherheitspolitik e. V.